# 第29屆東京國際影展
第29屆東京國際影展於2016年10月25日至11月5日在日本東京舉行東京國際電影節。

## 获奖名单
第3屆武士獎賞
- 马丁·斯科塞斯
- 黑澤清

## 外部連結
- 官方网站